# سندی کاون
سندی کاون (انگلیسی: Sandy Cowan; ۵ فوریهٔ ۱۸۷۹ – ۸ ژانویهٔ ۱۹۱۵) بازیکن لاکراس اهل کانادا بود.